# Винисиус Баривиейра
Винисиус Баривиейра (на португалски: Vinícius Barrivieira или просто Винисиус е бразилски футболист, вратар на Литекс (Ловеч).

## Биография
Роден е на 19 юли 1985 година в малко градче носещо името на Кандидо Рондон (бразилски изследовател по-късно маршал с когото бившия американски президент Теодор Рузвелт участва заедно в експедиция в бразилската джунгла). На 13 август 2010 г. подписва едногодишен договор под наем с отбора на Литекс (Ловеч), като заема мястото на продадения в Малага негов сънародник и бивш съотборник Родриго Галато.  Притежава италианско гражданство. С отбора от Ловеч изиграва 35 срещи и има сериозен принос за четвъртата титла на „оранжевите“. В края на 2011 г. от Литекс не се възползват от клаузата в договора за закупуването му и Винисиус се прибира в родината си. 
През лятото на 2014 г. се завръща в Литекс и подписва тригодишен договор като свободен агент.
| Подбрани кадри с изявите на Винисиус Баривиейра |
| ----------------------------------------------- |

## Успехи
Атлетико Паранаенсе
- Кампеонато Паранаензе (1): 2009
  - Вицешампион (2): 2008, 2012

 Виктория Баия
- Купа на Бразилия
  - Финалист (1): 2010
- Кампеонато Баяно (1): 2010

 Литекс Ловеч
- Шампион (1): 2010/11
- Суперкупа на България
  - Финалист (1): 2011